# Hagneck
Hagneck – gmina (niem. Einwohnergemeinde) w Szwajcarii, w kantonie Berno, w regionie administracyjnym Seeland, w okręgu Seeland. Leży nad jeziorem Bielersee.

## Demografia
W Hagneck mieszka 420 osób. W 2020 roku 6,7% populacji gminy stanowiły osoby urodzone poza Szwajcarią.